# 黒川沙良
黒川 沙良（くろかわ さら、Sala Kurokawa）は、日本のシンガーソングライターである。

## 来歴
祖母がピアノ教室を運営している影響で幼少時代からピアノに親しむ。
祖母よりクラシックピアノの「英才教育」を受けつつも、自身の向かうべき音楽はポップスだと感じピアノのレッスンはやめ、音楽の「自由度」を求めてひたすら、歌謡曲や洋楽ヒット曲を耳コピするようになった。   
中学3年生にして地元埼玉県のライブハウスに1軒1軒自分で出演交渉をして回り、ライブハウスでの演奏活動を始める。18歳で「NACK5 presents ミュージック フェスティバル」で優秀賞を獲得、「ソニーミュージック&マクドナルドプレゼンツ ボイスオブマクドナルド」2010日本決勝ファイナリストなど、オーディションで数々のタイトルを受賞した。
2015年7月に自身の作品ストックに、アレンジを施しレコーディングした、ミニアルバム「On My Piano」をリリース
同ミニアルバムのリード曲「ガールズトーク」が数々のFM局ディレクターの目に留まり、多くのFM局でパワープレイ、
へヴィーローテーションを獲得。現在は関東エリアを中心としたライブ活動など、精力的に活動を続けている。
2019年7月13日～8月12日の1ヶ月間、自身のTwitterに「1ヶ月間 毎日投稿 近況即興ソング」を掲載し好評を博す。
2019年7月30日に、YouTubeにこれまでの即興ソングや、デモ音源PVをまとめた「黒川沙良ちゃんねる」を開設。
2020年5月29日～2020年07月15日の間に、『【黒川沙良】ピンチをチャンスに！！7月20日プレ・リリース・ワンマンライブを無観客生配信で実現したい！』クラウドファンディングを実施。
目標30万円に対して、スタートから2時間50分で目標の100%を達成。最終的には336％達成。
2020年7月20日、サポートメンバーを迎えてのバンドワンマンライブ。会場からカメラ数台を使い、生配信を実施。
2021年11月30日、ビルボード東京にて松尾潔が主宰の「『メロウな夜間授業〜ジャネット・ジャクソン編』にゲスト出演。
ジャネットの「Come back to me」を歌唱。

## ディスコグラフィ

### フルアルバム
1. Prelude
2016年11月23日発売
  1. Embrace
  2. Keep on trying
  3. Blue
  4. Allnight
  5. Now Best One
  6. Find out 〜One Thing〜
  7. Appreciate
  8. 17さい
  9. その光を私に射して
  10. Goodbye
  11. I Think Of You

### ミニアルバム
1. On My Piano
2015年7月22日発売
  1. ガールズトーク
  2. My Life
  3. I Still Love You
  4. 優しい雨
  5. Hanabi
  6. 二人の夏
  7. 月の光 〜 good night

### 配信シングル
1. Silent Night
2015年11月16日発売

　  2.Blue
2016年8月10日発売
1. Keep on trying / Now Best One（ダブルシングル曲）
2016年11月4日 iTunes Store、Apple Musicにて先行配信
2016年11月9日 各社より配信開始
2. イイネシナイデ  　      2019年11月20日 　各社より配信開始
3. ブリコー　　　　        2020年5月9日　  　各社より配信開始
4. I’m Going My Way   2022年8月31日　　各社より配信開始　※CDはLive会場やオフィシャルショップにて完全数量限定リリース
5. Pulse　　　　　　　   2022年11月17日　 各社より配信開始
6. pulse part Ⅱ  feat. Masaya Wada　2022年12月23日　各社より配信開始

### アナログ
1. Girl's Talk        B面は I Still Love You    7inch   　　　　2017年11月3日発売
　2. Now Best One / Allnight (T-GROOVE Remix)」7inch     2018年7月11日発売
　3. イイネシナイデ　/　ブリコー　　   7inch　　　　　　　　  2020年8月29日発売

## タイアップ
Keep on trying　　テレビ東京「なないろ日和！」2016年11月〜12月のエンディングテーマ
Peace　　　　　　　JA共済のCMソング  「ずっとつづく絆」篇 　2016年~2018年　
ブリコー　　　　　  インターネットテレビ局ABEMAのニュースチャンネル、『ABEMA Prime』2020年12月度　エンディングテーマ